# Huralikyathanahalli, Shrirangapattana
Huralikyathanahalli là một làng thuộc tehsil Shrirangapattana, huyện Mandya, bang Karnataka, Ấn Độ.